# Vals (Austria)
Vals è un comune austriaco di 537 abitanti nel distretto di Innsbruck-Land, in Tirolo.

## Geografia fisica
Vals è situata nell'omonima valle, che si dirama dal versante orientale della Wipptal in località Stafflach: a Sankt Jodok hanno inizio due vallate, la Schmirntal e la Valsertal. Nel comune di Vals rientra la parte meridionale del paese di Sankt Jodok. La vallata si protende fino alle Alpi della Zillertal per circa sette chilometri; la valle ha termine con le vette Kaser, Olperer, Schrammacher e Hohe Wand. La vallata è percorsa dal torrente Valser e dai suoi affluenti Alpeiner, Tscheisch e Paduaner.

## Storia
Il territorio di Vals era un tempo usata dai contadini romani come pascolo, e la prima citazione documentata risale al 1313 con il nome di “Valles” derivato dal latino vallis. Dal Medioevo nella valle fu estratto il marmo utilizzato poi anche per i pavimenti dell'Hofburg e della cattedrale di Innsbruck. Durante l'Insorgenza tirolese del 1809 tutta la Wipptal e alcune valli adiacenti furono teatro delle battaglie del monte Isel tra i Tirolesi e il Regno di Baviera e il Primo Impero francese.
Nel 1941 l'intera valle fu dichiarata riserva naturale; nonostante ciò nel maggio 1942, durante la Seconda guerra mondiale, sotto la sella dell'Alpeiner, a 2 950 m s.l.m., fu scavato un sistema di gallerie per l'estrazione di molibdeno. Sotto il comando della Wehrmacht furono impiegati nello scavo prigionieri di guerra ed altri costretti ai lavori forzati.

### Stemma
Lo stemma di Vals è costituito da uno scudo rosso con una V nera nella parte superiore inclusa una corona dorata; la corona si riferisce a quella di san Jodok.